# Haurum-Sall-Houlbjerg-Granslev Pastorat
Haurum-Sall-Houlbjerg-Granslev Pastorat var et pastorat i Favrskov Provsti. Pastoratet lå i Favrskov Kommune. Pastoratet blev oprettet i 1976 ved sammenlægning af de tidligere Haurum-Sall og Houlbjerg-Granslev Pastorater.
Pastoratet indgik i 2021 i Vejerslev-Aidt-Thorsø-Hvorslev-Gerning-Vellev-Haurum-Sall-Houlbjerg-Granslev Pastorat.
Pastoratet bestod af følgende sogne:
- Granslev Sogn
- Haurum Sogn (hovedsogn)
- Houlbjerg Sogn
- Sall Sogn

Pastoratet har haft følgende sognepræster:
- Erik Balling 1976 + 1994
- Irma Ryum 1994 – 1999
- Kirsten Rebekka Laursen 1999 – 2005
- Lene Sander 2005 -